# Raymond (Nuevo Hampshire)
Raymond es un pueblo ubicado en el condado de Rockingham en el estado estadounidense de Nuevo Hampshire. En el Censo de 2010 tenía una población de 10.138 habitantes y una densidad poblacional de 132,41 personas por km².

## Geografía
Raymond se encuentra ubicado en las coordenadas 43°1′57″N 71°12′11″O / 43.03250, -71.20306. Según la Oficina del Censo de los Estados Unidos, Raymond tiene una superficie total de 76.57 km², de la cual 74.5 km² corresponden a tierra firme y (2.69%) 2.06 km² es agua.

## Demografía
Según el censo de 2010, había 10.138 personas residiendo en Raymond. La densidad de población era de 132,41 hab./km². De los 10.138 habitantes, Raymond estaba compuesto por el 97.03% blancos, el 0.67% eran afroamericanos, el 0.17% eran amerindios, el 0.59% eran asiáticos, el 0.01% eran isleños del Pacífico, el 0.18% eran de otras razas y el 1.35% pertenecían a dos o más razas. Del total de la población el 1.12% eran hispanos o latinos de cualquier raza.